# Cuts (EP)
Cuts è un EP degli L.A. Guns, uscito nel 1992 per l'etichetta discografica Vertigo/Polygram Records.

## Tracce
Versione standard
1. Night of the Cadillacs – 3:19 (Billy Idol, Tony James) – (Generation X Cover)
2. Suffragette City – 3:22 (Bowie) – (David Bowie Cover)
3. Ain't the Same '92 – 4:16 (Cripps, Guns, Lewis, Nickels, Riley)
4. Papa's Got a Brand New Bag – 3:29 (Brown) – (James Brown Cover)
5. Killer Mahari – 5:24 (Cripps, Guns, Lewis, Nickels, Riley)

Versione giapponese
1. Love Song
2. Rock 'n' Roll High School (Joey, Johnny, Dee Dee, Marky Ramone) – (Ramones Cover)
3. Night of the Cadillacs (Idol, Tony James) – (Generation X Cover)
4. Suffragette City (Bowie) – (David Bowie Cover)
5. Ain't the Same '92 (Cripps, Guns, Lewis, Nickels, Riley)
6. Papa's Got a Brand New Bag (Brown) – (James Brown Cover)
7. Killer Mahari (Cripps, Guns, Lewis, Nickels, Riley)

## Formazione
L.A. Guns
- Phil Lewis - voce
- Tracii Guns - chitarra
- Mick Cripps - chitarra
- Kelly Nickels - basso
- Steve Riley - batteria
- Michael 'Bones' Gershima - batteria

Altri musicisti
- Kellie Rucker - arpa, cori
- James Outlaw III - cori
- Spike Gray - cori
- Shandra Lockett - cori
- Jennifer Perkins - cori
- J.K. Scott - cori